# Мендхаузен
Мендхаузен (њем. Mendhausen) општина је у њемачкој савезној држави Тирингија. Једно је од 43 општинска средишта округа Хилдбургхаузен. Према процјени из 2010. у општини је живјело 338 становника. Посједује регионалну шифру (AGS) 16069031.

## Географски и демографски подаци
Мендхаузен се налази у савезној држави Тирингија у округу Хилдбургхаузен. Општина се налази на надморској висини од 300 метара. Површина општине износи 10,0 km². У самом мјесту је, према процјени из 2010. године, живјело 338 становника. Просјечна густина становништва износи 34 становника/km².